# Sultan bin Muhammad al-Qasimi
Sheikh Sultan III bin Muhammad Al-Qasimi (arabisk:  سلطان بن محمد القاسمي) (født 2. juli 1939 i Sharjah) er emir af Sharjah og medlem af det øverste råd for de Forenede Arabiske Emirater.